# SM-62 Snark
Die SM-62 Snark war ein Marschflugkörper, der von US Air Force zwischen 1958 und 1961 eingesetzt wurde.

## Geschichte
Die Snark konnte einen nuklearen Sprengkopf über eine Entfernung von ca. 10.000 km befördern. Es war der einzige Boden-Boden-Marschflugkörper, der jemals von der US Air Force eingesetzt wurde. Die schnelle Entwicklung der Interkontinentalraketen machten bereits Anfang der 1960er Jahre einen weiteren Unterhalt der Snark überflüssig.

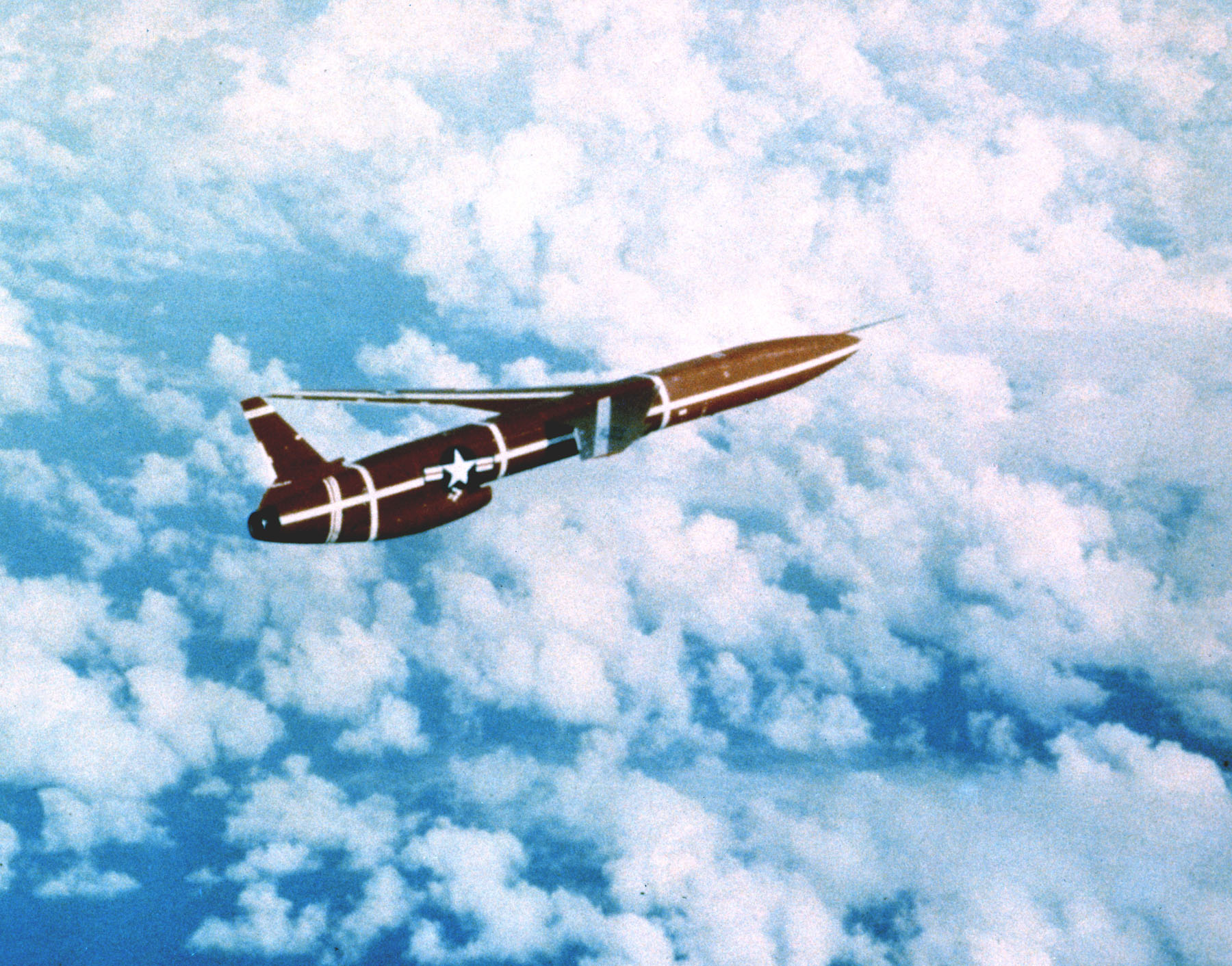
Snark während des Fluges

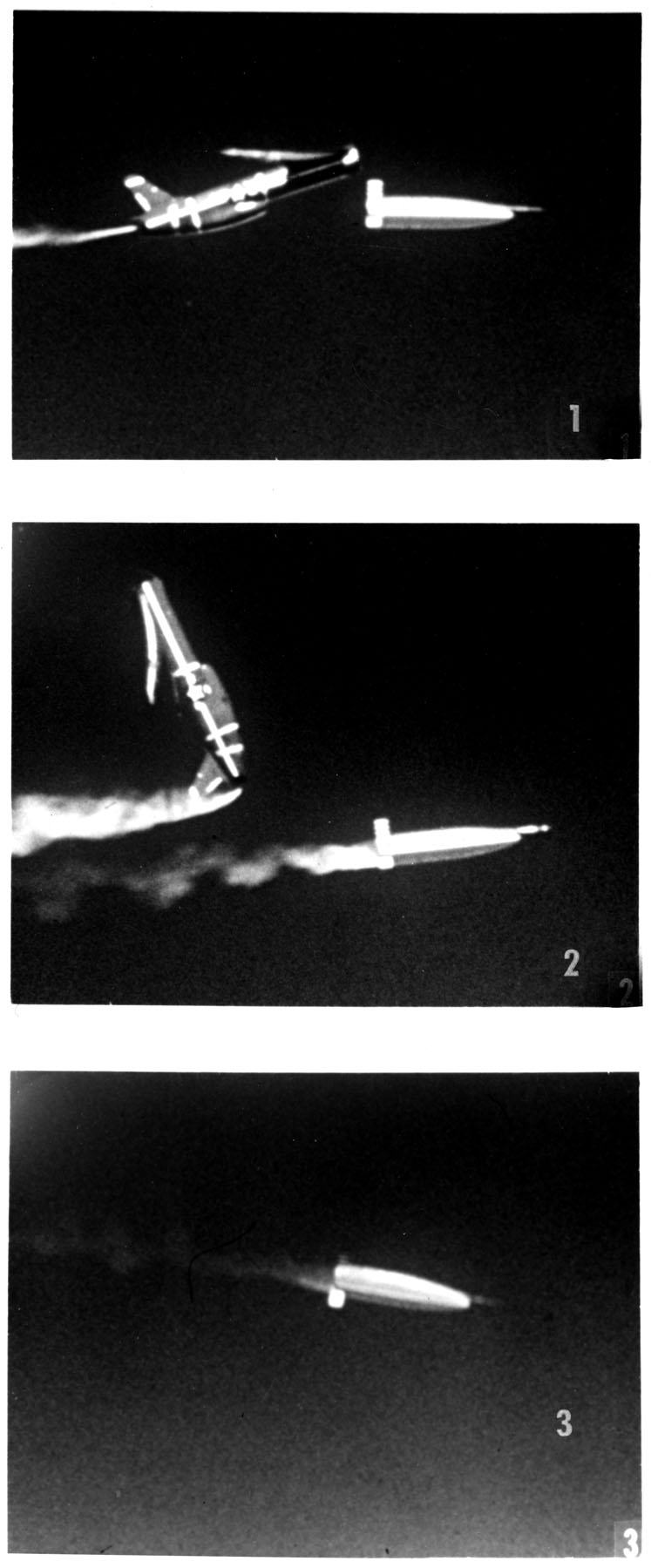
Abtrennung des Sprengkopfs

Im Jahre 1951 führte die USAF auch für gelenkte Raketen die für Flugzeuge geltenden Musterbezeichnungen ein, da Raketen als unbemannte Flugzeuge angesehen wurden. So wurde die Snark in B-62 umbenannt. Die XB-62-Muster wurden für Leistungsversuche eingesetzt, mit denen die grundlegende Auslegung der Snark validiert werden sollte. Im Jahr 1955 änderte die USAF ihre Meinung bezüglich der Einordnung als Flugzeug, und die B-62 erhielt die neue Bezeichnung XSM-62. Eine geplante Aufklärungsvariante XRB-62, die später jedoch aufgegeben wurde, wurde in XRSM-62 umbenannt.

## Technik
Gestartet wurde die Snark mittels zweier Feststoffraketen. Nach der Startphase übernahm ein Pratt & Whitney J57-P-17 Turbojet-Triebwerk. Dieses Triebwerk wurde auch unter anderem in der North American F-100 Super Sabre, McDonnell F-101 Voodoo, Convair F-102 Delta Dagger und der Vought F-8U Crusader verwendet.
Aufgrund eines fehlenden Höhenleitwerkes wurden Elevons verwendet. Diese führte zu einem ungewöhnlichen Flugbild, bei dem die Nase des Flugkörpers sehr weit nach oben zeigte.
Kurz vor dem Ziel wurde der Sprengkopf vom Flugkörper getrennt. Der Sprengkopf flog danach in einer ballistischen Kurve weiter auf das Ziel zu.
Die Snark konnte nach ihrem bis zu 11-stündigen Flug gelandet und wiederverwendet werden, sofern der Sprengkopf nicht vom Flugkörper getrennt wurde. Da jedoch kein Fahrwerk vorhanden war, wurde eine lange, gerade Landefläche benötigt, auf der die Snark bis zum Stillstand dahinrutschen konnte. Eine Landebahn auf der Cape Canaveral Air Force Station ist immer noch bekannt unter dem Namen „Skid Strip“.

## Verbleib
- Air Force Space & Missile Museum, Cape Canaveral Air Force Station, Florida
- National Museum of the United States Air Force, Wright-Patterson Air Force Base, Dayton (Ohio)
- Strategic Air Command & Aerospace Museum, Ashland, Nebraska
- Hill Air Force Base, Ogden, Utah
- National Museum of Nuclear Science & History, Albuquerque, New Mexico